# Capitán Mauricio José Troche
Capitán Mauricio José Troche è un centro abitato del Paraguay, situato nel Dipartimento di Guairá. Forma uno dei 17 distretti in cui è diviso il dipartimento.

## Popolazione
Al censimento del 2002 la località contava una popolazione urbana di 2.321 abitanti (9.025 nel distretto).

## Caratteristiche
La località ha preso il nome da uno dei padri dell'indipendenza del Paraguay: la notte del 15 maggio 1811 Mauricio José Troche, a capo della guarnigione del governatore spagnolo Bernardo de Velazco y Huidobro, si schierò con gli indipendentisti insorti.
Nel distretto è presente una fabbrica dell'azienda nazionale di idrocarburi (Petropar) nella quale si ricava alcool per uso combustibile dalla canna da zucchero.